# 永田レイナ
永田 レイナ（ながた レイナ、Reina Nagata、1992年2月1日 - ）は、日本の女性ファッションモデル、タレント。本名は永田 怜奈（読み同じ）。埼玉県さいたま市出身。ニューウォーカーズおよび、F-FactoryJapan所属。

## 経歴
高校3年生のとき、原宿の竹下通りでスカウトされ、2010年10月の第4回アパマンショップキャンペーンガールコンテストにてグランプリを獲得。タレント活動を開始し、テレビ番組でのリポーターやラジオパーソナリティを務める。中学時代はソフトボール部に所属し、プロ野球は地元球団である埼玉西武ライオンズのファンという縁で、ライオンズ情報番組『LIONS CHANNEL』（テレビ埼玉）にてリポーターを務めた。
2014年6月に行われたミス・アース・ジャパン日本大会にてグランプリを獲得。ミス・アース日本代表に選出され、11月にフィリピンで行われた世界大会へ出場した。
2014年10月、下着メーカーのトリンプ・インターナショナル・ジャパンにより2015年度の23代目トリンプ・イメージガールに選ばれ、1年間にわたりイベントなどでPR活動を行った。
2014年12月、環境省の官民連携啓発プロジェクト「ウォータープロジェクト」のプロジェクトサポーターに就任。
2015年2月、東京ガールズコレクションのオフィシャルランニングチーム「TOKYO GIRLS RUN」4期生メンバーへの加入が発表され、4月より活動を開始した。
2016年4月より、名古屋のFMラジオ局・ZIP-FMのミュージックナビゲーターとしても活動。『BEATNIK JUNCTION』を2年間担当し、2018年4月からは『BRUNCH STYLE』を担当している。
2019年2月、名古屋を拠点に活動する様々なジャンルのアーティストとの共同製作プロジェクト「月刊ナガタレイナ」（2020年2月、アート・プロジェクト「ANTI-R（アンチアール）」に改名）を開始。

## 人物
5人兄弟の長女（弟、妹がそれぞれ2人）。
かつて苦手だった納豆を克服した旨をInstagramにて公表した。
かなりのポケモンマニアである。もっとも好きな作品に「ミュウツーの逆襲」を挙げ、「原点にして頂点」と語る。
また呪術廻戦とブルーロックを好み、グッズやフィギュアを多数所持している。USJでの呪術廻戦コラボフードに付帯した紙トレイが捨てられず、現在アクセサリーを乗せている。
自身がもっとも勧める映画作品は「キル・ビル」。
もっとも好きなお菓子にダックワーズを挙げている。
お茶ポットの洗浄がもっとも嫌いだとしている。
高校時代の聖地は、東京ドームシティのジャンプショップおよびアニメイト池袋本店。
2016年にZIP-FMで番組を担当するようになってから名古屋に家を借りて愛知県に在住している。。

## 受賞歴
- 第4回 アパマンショップキャンペーンガール - グランプリ（2010年）
- ミス・アース・ジャパン - グランプリ（2014年）[2]

## 出演

### テレビ
- TVSライオンズアワー（2012年、テレビ埼玉） - リポーター
- LIONS CHANNEL（2012年1月 - 2013年途中、テレビ埼玉） - リポーター
- （株）Ddcジャパン（2013年、TOKYO MX） - ナレーション
- 大久保じゃあナイト（2013年10月 - 2014年3月、TBSテレビ） - リポーター
- ネオスポ（2013年12月26日、2015年7月19日、テレビ東京）
- 特捜警察ジャンポリス（2014年5月9日、テレビ東京）
- パ・リーグ応援宣言！俺がやる。ホークス中継2014（2014年5月11日、TOKYO MX） - スタジオゲスト
- 月曜から夜ふかし（2014年8月25日、2015年1月19日、日本テレビ） - VTR出演
- 音楽ヒミツ情報機関 MI6（2014年9月11日、2015年2月12日・3月12日、スペースシャワーTV） - インタビュアー
- お願い!モーニング（テレビ朝日） - 「週末女子会」 池袋編（2014年10月3日）、吉祥寺編（2014年10月10日）、中野編（2014年11月7日）、箱根湯本編（2015年1月16日）、渋谷編（2015年3月27日）
- プロ野球セット presents 球春到来！週刊キャンプ中継（2015年2月15日・2016年2月1日、BSスカパー!） - リポーター
  - プロ野球セット presents 球場さんぽ（2016年3月20日、BSスカパー!）
- 夢らぼ（2015年4月5日 - 、TwellV） - 番組ナビゲーター
- 村上信五とスポーツの神様たち（2015年9月17日、フジテレビ） - VTR出演
- モデルプレスTV by ひかりTV4K（2016年1月 - 、ひかりTV）[13]
- ドデスカ!(名古屋テレビ放送)コメンテーター(2024年10月～)

### ラジオ
- tre-sen（2013年1月 - 3月、FMヨコハマ）
- 清水勇人 ザ・フロンティアーズ（2013年8月 - 11月、NACK5） - パーソナリティ
- bayfm78 SUMMER CAMPAIGN（2013年7月 - 8月、bayfm） - リポーター
- SUPER HITS TOP40（2014年1月4日 - 2016年3月26日、FM FUJI）
- DRIVING KIDS with TOYOTA in アイメッセ山梨（2015年1月24日・25日、FM FUJI）
  - FUN TO DRIVE, AGAIN. in アイメッセ山梨（2016年1月23日・24日、FM FUJI）
- Hitec Café（2015年4月5日 - 9月28日、FM FUJI）
- W・A・N・T（2015年10月2日 - 2016年3月18日、FMヨコハマ）
- BEATNIK JUNCTION（2016年4月4日 - 2018年3月28日[注 1]、ZIP-FM）
- BRUNCH STYLE（2018年4月2日 - 、ZIP-FM）
- 文化放送スポーツDASH NEXT（2018年10月5日 - 2019年3月22日、文化放送） - 金曜日 パーソナリティ
- FIND OUT（2020年7月19日・2022年9月25日、ZIP-FM） - 白井奈津の代演
- FRIDAY MUSIC PUZZLE（2021年8月20日、ZIP-FM） - 高樹リサの代演
- aniBuzz（2022年4月2日 - 9月24日、ZIP-FM）
- CRASH HOUSE（2022年10月7日 -、ZIP-FM）
- NEW YEAR SPACIAL MUSIC RELAY 2023(PART2)（2023年1月1日 2:00 - 3:00、ZIP-FM）

### インターネット
- ドローン大運動会2〜ボキリもあるよ〜（2015年10月12日、ニコニコ生放送） - アシスタント

### CM
- アパマンショップ（2010年）
- よみうりランド（2014年7月 - 8月）

### ファッションショー
- 「FUTURE’S ROAD DESINE POWER 2009」TONI&GUY HAIR SHOW（2009年11月）
- 「原宿クエストオータムフェアQUEST style」（2010年9月）
- 2011「神戸コレクション」モデルオーディションファイナリスト（2010年11月）
- 第5回 沖縄国際映画祭 ちゅらイイ GIRLS UP! ステージ（2013年3月）
- 第20回 TOKYO GIRLS COLLECTION 2015 S/S（2015年2月28日）
- 第21回 TOKYO GIRLS COLLECTION 2015 A/W（2015年9月27日）
- TGC KITAKYUSHU 2015 by TOKYO GIRLS COLLECTION（2015年10月17日）

### 雑誌
- デートプラス東海版 2021年11月号（ディーアンドエイチ）

### その他
- 河合塾 秋葉原館 2011年4月開校 イメージガール（2010年11月）
- BANTY FOOT / Radio feat. Rude-α ＆ 遥海（MV）